# NGC 100
NGC 100 este o galaxie spirală localizată în constelația Peștii, la aproximativ 60 de milioane de ani-lumină de sistemul nostru solar. A fost descoperită în 10 noiembrie 1885 de către Lewis Swift.

## Legături externe
- NGC 100 pe WikiSky
- NGC 100 pe spider.seds.org